# Siepensteg 28 (Mönchengladbach)

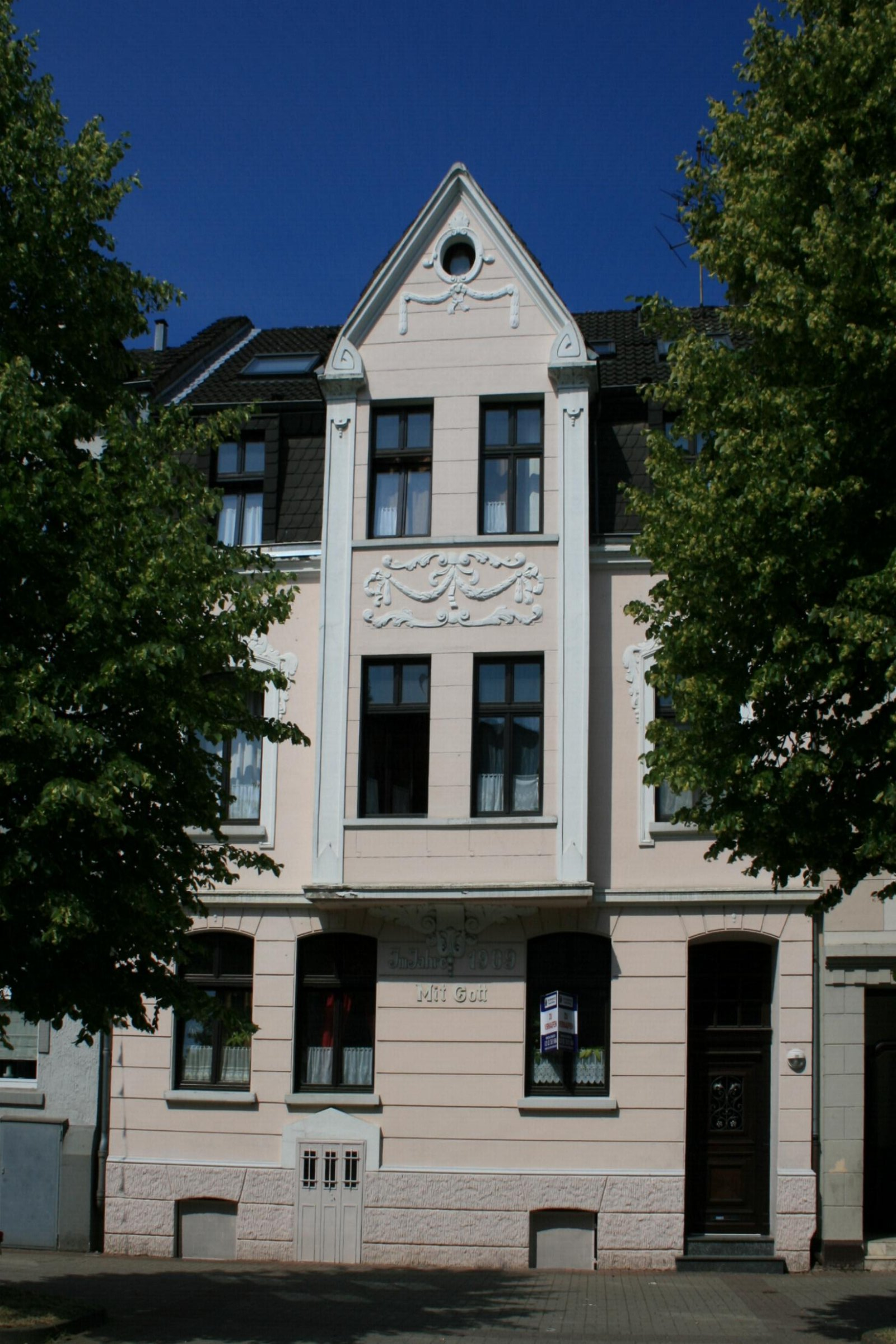
Wohnhaus (2010)

Das 1909 erbaute Wohnhaus Siepensteg 28 steht im Stadtteil Dahl in Mönchengladbach (Nordrhein-Westfalen).
Es wurde unter Nr. S 001 am 4. Dezember 1984 in die Denkmalliste der Stadt Mönchengladbach eingetragen.

## Lage
Das Objekt liegt im Sichtbereich der Kirche St. Josef in Hermges.

## Architektur
Das Haus Nr. 28 befindet sich in einer geschlossenen Baugruppe von Jugendstilbauten, die aus den Häusern Nr. 26, 28, 30 und 32 besteht. Es handelt sich um ein zweigeschossiges Mehrfamilien-Wohnhaus mit einem ausgebauten Mansarddach. 